# فرودگاه استبینس
فرودگاه استبینس (به انگلیسی: Stebbins Airport) یک فرودگاه همگانی با کد یاتا WBB است که یک باند فرود شن دارد و طول باند آن ۹۱۴ متر است. این فرودگاه در کشور ایالات متحده آمریکا قرار دارد و در ارتفاع ۴ متری از سطح دریا واقع شده است.